# Drago Grdenić
Drago Grdenić (* 31. August 1919 in Križevci; † 7. September 2018 in Zagreb) war ein jugoslawischer bzw. kroatischer Chemiker, Pionier der Kristallstrukturanalyse und Quecksilberorganischen Verbindungen in Jugoslawien.

## Leben
Drago Grdenić diplomierte 1942 in Chemie und Physik und promovierte 1951 an der Philosophischen Fakultät der Universität Zagreb. Er studierte auch an der Universität Moskau (1946–48) und spezialisierte sich in Oxford.
Er war einer der Gründer des Wissenschaftlichen Instituts Ruđer Bošković in Zagreb, Rektor der Universität Zagreb (1976–1979), Mitglied (1973–2018) und Sekretär (1973–1975) der Jugoslawischen Akademie der Wissenschaften und Künste.

## Veröffentlichungen
- Molekule i kristali. uvod u strukturnu kemiju (Moleküle und Kristalle. Einführung in die Strukturchemie), 1973
- Povijest kemije (Die Geschichte der Chemie), 2001, ISBN 953-6045-20-6
- Gustav Janeček (1848.–1929.), život i djelo (Gustav Janeček (1848–1929), Leben und Werk), 2002, ISBN 953-154-516-2